# Залісецький яр
Залі́сецький яр — геологічна пам'ятка природи місцевого значення в Україні. Розташована на північно-східній околиці села 3алісці Кременецького району Тернопільської області, біля дороги до села Великий Кунинець.
Площа 5 га. Оголошений об'єктом природно-заповідного фонду рішенням виконкому Тернопільської обласної ради від 14 березня 1977 № 131 зі змінами, затвердженими її рішенням від 27 квітня 2001 № 238. Перебуває у віданні 3алісецької сільради.
Під охороною — виходи на поверхню пластів голубувато-сірих глин з великою кількістю добре збережених решток наземних рослин у вигляді обвуглених листків та їхніх відбитків, хвої, шишок. Серед викопної флори переважають представники теплолюбних форм (клен, дуб, граб, каштан, тис, ялівець) із домішкою типових субтропічних видів (самшит вічнозелений, кипарис, платан та інші). У цих же пластах містяться численні рештки морських двостулкових і черевоногих молюсків середнього міоцену (неоген).
3а кількістю видів і збереженістю решток рослин відслонення найбагатше на Поділлі.